# Список футбольних стадіонів України
Нижче наведений список футбольних стадіонів України. Стадіони розташовано за спаданням кількості місць на них.

## Стадіони за місткістю
До списку внесені стадіони з місткістю понад 5000 глядачів.
| Стадіон                                                            | Місто                            | Кількість місць | Команда-господар                      | Примітка |
| ------------------------------------------------------------------ | -------------------------------- | --------------- | ------------------------------------- | --- |
| Національний спортивний комплекс «Олімпійський»                    | Київ                             | 70 050          |                                       | До реконструкції в 2008—11 роках вміщував 83 450 глядачів. У 2012 році стадіон прийняв фінал Чемпіонату Європи.                                           |
| «Донбас Арена»                                                     | Донецьк                          | 51 504          | «Шахтар» Д                            | Відкритий 2009 року |
| «Металіст»                                                         | Харків                           | 40 003          | «Металіст», «Металіст 1925»           | Відкритий після реконструкції у грудні 2009 року. |
| «Арена Львів»                                                      | Львів                            | 34 725          | «Рух»                                 | Відкритий 2011 року |
| «Чорноморець»                                                      | Одеса                            | 34 164          | «Чорноморець», ЖФК «Сістерс»          | До реконструкції вміщував 34 362 глядачі, реконструйований у 2008–2011 роках                                                                              |
| Центральний стадіон «Шахтар»                                       | Донецьк                          | 31 718          | «Шахтар» U-19                         | Відкритий 1936 році, реконструйований 2000 року. |
| «Дніпро-Арена»                                                     | Дніпро                           | 31 003          |                                       | Відкритий 2008 року. |
| «Україна»                                                          | Львів                            | 28 051          | «Карпати»                             | Відкритий 1963 року. |
| «Ювілейний»                                                        | Суми                             | 25 830          | «Вікторія»                            | Відкритий 2001 року. |
| Регіональний спортивний комплекс «Олімпійський»                    | Донецьк                          | 25 678          | «Шахтар» U-19                         | Відкритий 1958 року, реконструйований 2003 року. |
| «Метеор»                                                           | Дніпро                           | 24 381          |                                       | Відкритий 1966 року, реконструйований 2001 року. |
| Центральний міський стадіон                                        | Вінниця                          | 24 000          |                                       | |
| «Ворскла» ім. Олексія Бутовського                                  | Полтава                          | 23 842          | «Ворскла», ЖФК «Ворскла»              | Відкритий 1913 року, реконструйований 1998 року. |
| «Авангард»                                                         | Луганськ                         | 22 288          | «Зоря»                                | |
| «Шахтар»                                                           | Макіївка                         | 20 000          | «Холодна Балка»                       | |
| Республіканський спортивний комплекс «Локомотив»                   | Сімферополь                      | 19 978          | «Таврія», «ТСК-Таврія»                | Відкритий у 1967 році. |
| «Металург»                                                         | Кривий Ріг                       | 19 400          |                                       | Відкритий 1970 року. До реконструкції 2021 року вміщував 29 734 глядачів.                                                                                 |
| «Металург»                                                         | Макіївка                         | 19 000          |                                       | Відкриття стадіону після реконструкції планувалося в 2012 році, але роботи заморожені                                                                     |
| «Динамо» ім. Валерія Лобановського                                 | Київ                             | 16 873          | «Динамо»                              | |
| СКА                                                                | Львів                            | 16 724          |                                       | |
| «Перемога»                                                         | Кам'янське                       | 15 600          | «Сталевий Прометей»                   | Відкритий 4 вересня 1955 р. |
| Центральний міський стадіон                                        | Миколаїв                         | 15 600          | МФК «Миколаїв»                        | Відкритий 26 вересня 1965 року. До початку реконструкції 2002 року вміщував 25755 глядачів.                                                               |
| Міський стадіон ім. Р. Шухевича                                    | Тернопіль                        | 15 150          | «Нива»                                | До реконструкції 2000–2012 років вміщував 18 500 глядачів.                                                                                                |
| «Каразінський» («Буревісник»)                                      | Харків                           | 15 000          |                                       | Відкритий у 1978 році, перебуває в занедбаному стані. |
| «Кристал»                                                          | Херсон                           | 15 000          | «Кристал»                             | Встановлено 3400 індивідуальних сидінь. |
| «Перемога»                                                         | Кадіївка (Стаханов)              | 15 000          | ФК «Стаханов»                         | |
| «Рух»                                                              | Івано-Франківськ                 | 15 000          | «Прикарпаття», «Прикарпаття-ДЮСШ № 3» | Встановлено 6650 індивідуальних сидінь. Після завершення будівництва стадіон вміщуватиме 20 000 глядачів                                                  |
| СКА                                                                | Одеса                            | 15 000          | «Авангард»                            | |
| «Трудові резерви»                                                  | Біла Церква                      | 13 500          |                                       | |
| «Зірка» ім. Станіслава Березкіна                                   | Кропивницький                    | 13 305          | «Зірка»                               | Відкритий у 1939 році, реконструйований 2013 року. |
| Стадіон ім. Володимира Бойка                                       | Маріуполь                        | 12 680          | ФК «Маріуполь»                        | За даними сайту УФПЛ місткість стадіону 12460 глядачів.                                                                                                   |
| «Авангард»                                                         | Луцьк                            | 12 080          | «Волинь»                              | |
| Стадіон ім. Юрія Гагаріна                                          | Чернігів                         | 12 060          | «Десна»                               | До реконструкції стадіон вміщував 16200 глядачів. |
| «Авангард»                                                         | Антрацит                         | 12 000          |                                       | |
| «Буковина»                                                         | Чернівці                         | 12 000          | «Буковина»                            | Відкритий у 1967 році. Вміщував 17 тис. осіб, після реконструкції у 2000 році вміщує 12 тис. осіб.                                                        |
| «Кіровець»                                                         | Макіївка                         | 12 000          | «Ніка»                                | |
| «Комсомолець»                                                      | Чистякове (Торез)                | 12 000          | ФК «Торез»                            | Відкритий у 1963 році |
| «Металург» ім. Куценка                                             | Нікополь                         | 12 000          | ФК «Нікополь-2»                       | |
| «Спартак»                                                          | Мукачево                         | 12 000          | ФК «Мукачеве»                         | |
| «Хімік»                                                            | Сіверськодонецьк                 | 12 000          | «Хімік»                               | |
| ЦСКА                                                               | Київ                             | 12 000          | ДЮФК «Арсенал»                        | |
| «Шахтар»                                                           | Горлівка                         | 12 000          | «Шахтар»                              | Відкритий у 1933 році. Вміщував 16 000 глядачів, однак у 2012 місткість знизилася через демонтаж аварійної західної трибуни.                              |
| «Славутич-Арена»                                                   | Запоріжжя                        | 11 883          | МФК «Металург»                        | |
| «Політехнік»                                                       | Кременчук                        | 11 400          |                                       | |
| «Авангард»                                                         | Ужгород                          | 10 383          | ФК «Ужгород»                          | |
| «Черкаси-Арена»                                                    | Черкаси                          | 10 321          | ЛНЗ                                   | |
| ВРЗ імені Петра Лайка                                              | Дніпро                           | 10 140          |                                       | |
| Стадіон ім. 50-річчя Жовтня                                        | Керч                             | 10 000          | «Океан»                               | |
| «Авангард»                                                         | Торецьк                          | 10 000          | «Шахтар»                              | Відкритий у 1965 році |
| «Авангард»                                                         | Покров                           | 10 000          | «Авангард»                            | Відкритий у 1957 році |
| «Буревісник»                                                       | Кам'янське                       | 10 000          | «Металург-Gold-Taxi»                  | Відкритий у 1969 році. Близько 1400 облаштованих місць, решта демонтовані.                                                                                |
| ВМСУ                                                               | Севастополь                      | 10 000          |                                       | |
| Стадіон ім. Миколи Горюшкіна                                       | Довжанськ (Свердловськ)          | 10 000          | «Шахтар»                              | |
| «Граніт»                                                           | с-ще Бойківське                  | 10 000          | «Нива»                                | |
| Кам'янець-Подільського національного університету імені І. Огієнка | Кам'янець-Подільський            | 10 000          |                                       | |
| «Колос»                                                            | Шпола                            | 10 000          |                                       | |
| «Наука»                                                            | Івано-Франківськ                 | 10 000          |                                       | Встановлено 250 індивідуальних сидінь. |
| «Олімп»                                                            | Шахтарськ                        | 10 000          | «Аякс»                                | Відкритий у 1980 році |
| «Олімп-Спорт»                                                      | Кремінна                         | 10 000          | ФК «Кремінна»                         | |
| «Спартак»                                                          | Херсон                           | 10 000          | «Освіта»                              | |
| «Стріла» («Мотор-Січ»)                                             | Запоріжжя                        | 10 000          | «Мотор»                               | |
| РУ «Суха Балка»                                                    | Кривий Ріг                       | 10 000          |                                       | |
| «Схід»                                                             | Київ                             | 10 000          |                                       | Відкритий у 1970 році. |
| УДФСУ (Податкової академії)                                        | Ірпінь                           | 10 000          | ФК «Податкова академія»               | |
| «Шахтар»                                                           | Голубівка (Кіровськ)             | 10 000          | «Шахтар»                              | Відкритий у 1961 році |
| «Шахтар»                                                           | Хрустальний (Красний Луч)        | 10 000          | «Шахтар»                              | Відкритий у 1966 році |
| «Сталь»                                                            | Алчевськ                         | 9200            | «Сталь»                               | Згідно з сайтом ПФЛ стадіон вміщує 8632 глядачів |
| «Азовсталь»                                                        | Маріуполь                        | 9000            | СК «Азовсталь»                        | Відкритий у 1954 році. |
| «Торпедо»                                                          | Бердянськ                        | 8600            |                                       | |
| «Блюмінг»                                                          | Краматорськ                      | 8000            | «Сапфір»                              | До реконструкції у 2013—15 роках вміщував 10 000 глядачів.                                                                                                |
| «Галичина»                                                         | Дрогобич                         | 8000            | «Галичина»                            | |
| «Динамо»                                                           | Харків                           | 8000            | «Соллі Плюс»                          | Реконструйований у 2011 році |
| «Колос»                                                            | Богуслав                         | 8000            | ФК «Богуслав»                         | |
| «Колос»                                                            | Снігурівка                       | 8000            | «Агролідер»                           | |
| «Локомотив»                                                        | Шепетівка                        | 8000            | «Темп»                                | |
| Центральний стадіон                                                | Лубни                            | 8000            | ФК «Лубни»                            | |
| Центральний стадіон                                                | Умань                            | 7552            | ЖФК «Пантери»                         | |
| «Артек»                                                            | с-ще Гурзуф                      | 7500            | «Артек»                               | |
| «Гірник»                                                           | Кривий Ріг                       | 7500            | «Кривбас»                             | До початку реконструкції вміщував 2500 глядачів. Відкрито першу чергу на 3219 місць.                                                                      |
| «Дністровець»                                                      | Білгород-Дністровський           | 7500            | «Дністровець»                         | |
| НАУ                                                                | Київ                             | 7500            |                                       | |
| «Хімік»                                                            | Рубіжне                          | 7500            | ФК «Рубіжне»                          | |
| Центральний стадіон УДП                                            | Ізмаїл                           | 7500            | СК «Ізмаїл»                           | |
| «Електрометалург»                                                  | Нікополь                         | 7200            | ФК «Нікополь», «Скорук»               | Згідно з сайтом ПФЛ стадіон вміщує 1500 глядачів |
| «Авангард»                                                         | Рівне                            | 7179            | «Верес»                               | До реконструкції вміщував 20 000 глядачів, у тому числі 4650 індивідуальних сидінь. Після другої черги реконструкції стадіон вміщуватиме 13 466 глядачів. |
| «Спартак»                                                          | Кривий Ріг                       | 7077            |                                       | Після першої черги реконструкції вміщував 3460 глядачів.                                                                                                  |
| «Галичина»                                                         | Новий Розділ                     | 7000            | «Хімік»                               | Відкритий у 1965 році. |
| «Дружба»                                                           | Гайсин                           | 7000            | «Сокіл»                               | Відкритий у 1968 році. Встановлено 805 індивідуальних сидінь.                                                                                             |
| «Колос»                                                            | Городище                         | 7000            | ФК «Городище»                         | Відкритий у 1967 році |
| «Ніка»                                                             | Олександрія                      | 7000            | ФК «Олександрія»                      | |
| «Спартак»                                                          | Бровари                          | 7000            | ФК «Бровари»                          | Відкритий у 1960-х роках, реконструйований у 1986 році та 1997 роках.                                                                                     |
| «Хімік»                                                            | Калуш                            | 7000            | ФК «Калуш»                            | Відкритий у 1951 році. Встановлено 867 індивідуальних сидінь.                                                                                             |
| «Шахтар»                                                           | Павлоград                        | 7000            | ФК «Павлоград»                        | До реконструкції вміщував 10 000 глядачів. Після завалення частини трибуни в 2009 році трибуни повністю розібрані, планується будівництво нових           |
| «Поділля»                                                          | Хмельницький                     | 6800            | «Поділля», ЖФК ДЮСШ № 1               | До реконструкції в 2000—16 роках вміщував 10 020 глядачів.                                                                                                |
| «АвтоЗАЗ»                                                          | Запоріжжя                        | 6619            |                                       | Згідно з [Архівовано 3 грудня 2012 у WebCite] стадіон вміщує 12000 глядачів.                                                                              |
| Центральний стадіон                                                | Житомир                          | 6500            | «Полісся»                             | До реконструкції мав 21 928 місць, з них 5928 індивідуальних сидінь.                                                                                      |
| «Прапор»                                                           | Краматорськ                      | 6400            | ФК «Краматорськ»                      | |
| «Авангард»                                                         | Вільногірськ                     | 6000            | «Титан»                               | Відкритий у 1965 році |
| «Авангард»                                                         | Ялта                             | 6000            | «Інкомспорт»                          | Відкритий у 1990 році. До встановлення індивідуальних сидінь вміщував 9000 глядачів.                                                                      |
| «Колос»                                                            | Бахмач                           | 6000            | «Голд Нафта»                          | Відкритий у 1986 році |
| «Колос»                                                            | Золотоноша                       | 6000            | «Спартак», «Златокрай-2017»           | |
| «Колос»                                                            | Новоселиця                       | 6000            | «Колос-Майя»                          | |
| «Колос»                                                            | с-ще Путила                      | 6000            | ФК «Путила»                           | |
| КПУ                                                                | Запоріжжя                        | 6000            |                                       | |
| «Локомотив»                                                        | Жмеринка                         | 6000            | «Локомотив»                           | Відкритий у 1951 році. |
| «Металург»                                                         | Самар                            | 6000            | ОФК «Новомосковськ»                   | Відкритий у 1976 році́ |
| «Радсад»                                                           | с-ще Радісний Сад                | 6000            | ДЮСШ Радсад                           | |
| «Сокіл»                                                            | Стрий                            | 6000            | «Скала 1911»                          | Встановлено 1789 індивідуальних сидінь. |
| «Старт»                                                            | Херсон                           | 6000            |                                       | |
| Стадіон ім. Григорія Тонкочеєва                                    | Кам'янець-Подільський            | 6000            | «Епіцентр»                            | До реконструкції вміщував 10 000 глядачів. Відкрито першу чергу на 2587 місць.                                                                            |
| «Шахтар»                                                           | Мирноград                        | 6000            |                                       | Відкритий у 1965 році. |
| «Шахтар»                                                           | Нововолинськ                     | 6000            | «Шахтар»                              | Відкритий у 1966 році. |
| «Ювілейний»                                                        | Миколаїв (Льв.)                  | 6000            |                                       | Відкритий у 1987 році. |
| «Нафтовик»                                                         | Борислав                         | 5940            | «Нафтовик»                            | Відкритий у 1987 році. |
| Спортивний комплекс «Севастополь»                                  | Севастополь                      | 5826            | ФК «Севастополь»                      | |
| «Колос»                                                            | Бориспіль                        | 5654            | «Металіст 1925-2»                     | |
| «Металург»                                                         | Єнакієве                         | 5500            | ДЮФА ВАТ «ЄМЗ»                        | Відкритий у 1949 році |
| «Олімп»                                                            | Південноукраїнськ                | 5500            | «Тепловик»                            | Відкритий у 1988 році |
| Центральний стадіон                                                | Гребінка                         | 5500            | «Локомотив»                           | |
| «Локомотив»                                                        | Попасна                          | 5478            | ФК «Попасна»                          | Відкритий у 1951 році. |
| «Дружба»                                                           | Золочів                          | 5428            | «Сокіл»                               | Відкритий у 1978 році. |
| «Авангард»                                                         | Макіївка                         | 5400            |                                       | Відкритий у 1959 році. На реконструкції з 2013 року, до реконструкції вміщував 10500 глядачів                                                             |
| «Авангард»                                                         | Ровеньки                         | 5400            | «Гірник»                              | Відкритий у 1958 році. |
| «Нафтовик»                                                         | Охтирка                          | 5256            | «Нафтовик»                            | |
| «Карпати»                                                          | Хуст                             | 5200            | ФК «Хуст»                             | Відкритий у 1982 році |
| «Локомотив»                                                        | с-ще Олександрівка (Од.)         | 5200            |                                       | |
| «Оболонь-Арена»                                                    | Київ                             | 5103            | «Оболонь», ЖФК «Оболонь»              | |
| «Металург»                                                         | Донецьк                          | 5094            | «Металург»                            | |
| «Колос»                                                            | с. Ковалівка                     | 5050            | «Колос», ЖФК «Колос»                  | До реконструкції в 2020 році вміщував 1850 глядачів. |
| Стадіон ім. 10-річчя незалежності України                          | Харцизьк                         | 5000            | ФК «Харцизьк»                         | |
| «Авангард»                                                         | Джанкой                          | 5000            | «Авангард»                            | |
| «Авангард»                                                         | Жовті Води                       | 5000            | «Авангард»                            | Відкритий у 1956 році. Окремі джерела подають завищену місткість у 13 500 глядачів.                                                                       |
| «Авангард»                                                         | Малин                            | 5000            |                                       | |
| «Авангард»                                                         | Саки                             | 5000            | ФК «Саки»                             | |
| «Авангард»                                                         | Часів Яр                         | 5000            | «Вогнетривник»                        | Відкритий у 1963 році |
| АРЗ                                                                | Кропивницький                    | 5000            |                                       | Відкритий у 1974 році |
| СФК «Борекс»                                                       | с-ще Бородянка                   | 5000            | ФК «Бородянка»                        | |
| «Будівельник»                                                      | Кривий Ріг                       | 5000            | «Кривбас-2»                           | Відкритий у 1979 році. |
| «Гірник»                                                           | Павлоград                        | 5000            |                                       | |
| «Дністер»                                                          | Хотин                            | 5000            | «Дністер»                             | |
| «Доломітник»                                                       | с-ще Гольмівський                | 5000            | «Доломітник»                          | |
| ДЮСШ                                                               | Полонне                          | 5000            | «Полонь»                              | |
| ДЮСШ-10                                                            | Кривий Ріг                       | 5000            |                                       | |
| «Електрон»                                                         | Путивль                          | 5000            |                                       | |
| «Енергетик»                                                        | Нетішин                          | 5000            | «Енергетик»                           | |
| «Енергетик»                                                        | Щастя                            | 5000            | ФК «Щастя»                            | |
| «Каскад»                                                           | Славутич                         | 5000            | ФК «Славутич»                         | |
| «Колос»                                                            | с-ще Арбузинка                   | 5000            | «Арбузинка»                           | Відкритий у 1979 році |
| «Колос»                                                            | Барвінкове                       | 5000            |                                       | |
| «Колос»                                                            | с-ще Велика Лепетиха             | 5000            | «Лепетиха»                            | |
| «Колос»                                                            | Деражня                          | 5000            | «Олімп»                               | Відкритий у 1970 році |
| «Колос»                                                            | Збараж                           | 5000            | ФК «Збараж»                           | Реконструйований до святкування 800-річчя міста в жовтні 2011                                                                                             |
| «Колос»                                                            | Звенигородка                     | 5000            | ФК «Звенигородка»                     | |
| «Колос»                                                            | Скадовськ                        | 5000            | ФСК «Скадовськ»                       | |
| «Колос»                                                            | Сокиряни                         | 5000            | ФК «Сокиряни»                         | |
| «Колос»                                                            | с-ще Старобешеве                 | 5000            |                                       | |
| «Колос» ім. М. Горлача                                             | с-ще Якимівка                    | 5000            | «Аскон»                               | |
| Стадіон ім. Леніна                                                 | Луганськ                         | 5000            |                                       | Відкритий у 1922 році. Перебуває на реконструкції, внаслідок якої будуть зруйновані занедбані трибуни на 12 500 місць та збудовані нові.                  |
| Стадіон ім. Ленінського Комсомолу                                  | Сорокине (Краснодон)             | 5000            |                                       | |
| «Локомотив»                                                        | Волноваха                        | 5000            | ФК «Волноваха»                        | |
| «Локомотив»                                                        | Лозова                           | 5000            | «Лозова-Панютине»                     | |
| «Локомотив»                                                        | Сміла                            | 5000            | «Локомотив»                           | |
| «Машинобудівник»                                                   | Дружківка                        | 5000            | «Колос»                               | Відкритий у 1957 році |
| «Машинобудівник»                                                   | Фастів                           | 5000            | «Рефрижератор»                        | |
| «Міський»                                                          | Петрово-Красносілля (Петровське) | 5000            | «Хімік»                               | |
| «Нафтовик»                                                         | Надвірна                         | 5000            | «Бескид»                              | Відкритий у 1959 році. Встановлено 700 індивідуальних сидінь.                                                                                             |
| Одеської юридичної академії                                        | Одеса                            | 5000            |                                       | |
| «Олімп» ім. Я. Кулика                                              | Вінниця                          | 5000            | «ЕМС-Поділля»                         | |
| «Парк Перемоги»                                                    | Миколаїв                         | 5000            | ЖФК «Ніка»                            | |
| «Районний»                                                         | с-ще Маньківка                   | 5000            | «Маньківка»                           | |
| «Свема»                                                            | Шостка                           | 5000            | ФК «Шостка»                           | Відкритий у 1977 році |
| «Сільський»                                                        | с. Благодатне                    | 5000            |                                       | Відкритий у 1936 році, перший облаштований сільський стадіон в Україні                                                                                    |
| «Смолянка»                                                         | Донецьк                          | 5000            | «Титан»                               | Відкритий у 1959 році |
| «Спартак»                                                          | Київ                             | 5000            |                                       | |
| «Спартак»                                                          | Ніжин                            | 5000            | «ДЮСШ-Динамо»                         | |
| «Спартак»                                                          | Черкаси                          | 5000            |                                       | |
| Сумського національного аграрного університету                     | Суми                             | 5000            | «Зміна»                               | |
| «Схід»                                                             | Харків                           | 5000            | «Геліос»                              | У перспективі планується встановлення індивідуальних сидінь зі скороченням місткості до 2000 глядачів.                                                    |
| «Танкіст»                                                          | с-ще Новогуйвинське              | 5000            | «Сокіл» (Житомирський район)          | Відкритий 20 серпня 2011 |
| «Україна»                                                          | Баранівка                        | 5000            | «Керамік»                             | Відкритий у 1968 році |
| Стадіон НЦ «Україна»                                               | с-ще Заозерне (Євпаторія)        | 5000            | «Інваспорт»                           | |
| «Фіолент»                                                          | Сімферополь                      | 5000            |                                       | Відкритий у 1935 році. До реконструкції в 2002—05 роках вміщував 6500 глядачів.                                                                           |
| «Шахтар»                                                           | Лисичанськ                       | 5000            | «Шахта імені Д. Ф. Мельникова»        | |
| Стадіон ім. Шишки                                                  | с-ще Олександрівка (Крв.)        | 5000            |                                       | Відкритий у 1967 році, встановлено 1500 індивідуальних сидінь                                                                                             |
| «Ювілейний»                                                        | Хрестівка (Кіровське)            | 5000            | «Антрацит»                            | Відкритий у 1985 році |
| «Юність»                                                           | с-ще Варва                       | 5000            | «Факел-ГПЗ»                           | |
| «Юність»                                                           | Конотоп                          | 5000            | «Шахтар»                              | Відкритий у 1936 році |
| «Юність»                                                           | Красилів                         | 5000            | «Случ»                                | |
| «Юність»                                                           | Львів                            | 5000            |                                       | |
| «Юність»                                                           | с-ще Теофіполь                   | 5000            | «Іскра»                               | |
| «Ялпуг»                                                            | Болград                          | 5000            |                                       | Встановлено 1000 індивідуальних сидінь |

Курсивом виділені стадіони, що будуються або в стадії реконструкції.

## Стадіони за лігами

### УПЛ
Нижче наведений список стадіонів, на яких у сезоні 2024/25 проводили матчі команди Прем'єр-ліги.
| Стадіон                            | Місто                                                      | Фото                          | Кількість місць | Команда-господар                 |
| ---------------------------------- | ---------------------------------------------------------- | ----------------------------- | --------------- | -------------------------------- |
| «Донбас Арена»                     | Донецьк                                                    | «Донбас Арена»                | 51 504          | «Шахтар»                         |
| «Арена Львів»                      | Львів                                                      | «Арена Львів»                 | 34 725          | «Рух», «Інгулець», «Шахтар»      |
| «Чорноморець»                      | Одеса                                                      | «Чорноморець»                 | 34 164          | «Чорноморець», «Інгулець»        |
| «Україна»                          | Львів                                                      | «Україна»                     | 28 051          | «Карпати», «Інгулець»            |
| «Ворскла» ім. Олексія Бутовського  | Полтава                                                    | «Ворскла» ім. О.Бутовського   | 23 842          | «Ворскла»                        |
| «Авангард»                         | Луганськ                                                   | «Авангард»                    | 22 288          | «Зоря»                           |
| «Динамо» ім. Валерія Лобановського | Київ                                                       | «Динамо» ім. В. Лобановського | 16 873          | «Динамо», «Ворскла», «Зоря»      |
| «Черкаси-Арена»                    | Черкаси                                                    | «Черкаси-Арена»               | 10 321          | ЛНЗ                              |
| «Авангард»                         | Рівне                                                      | «Авангард»                    | 7179            | «Верес», «Кривбас»               |
| «Ніка»                             | Олександрія                                                | «Ніка»                        | 7000            | ФК «Олександрія», «Інгулець»     |
| Центральний стадіон                | Житомир                                                    | Центральний стадіон           | 6500            | «Полісся», «Інгулець», «Карпати» |
| «Оболонь-Арена»                    | Київ                                                       | «Оболонь-Арена»               | 5103            | «Оболонь», «Інгулець»            |
| «Колос»                            | с. Ковалівка Білоцерківського району                       | «Колос»                       | 5050            | «Колос», «Інгулець», ЛНЗ         |
| Арена «Лівий берег»                | мас. Млиново Золочівської ТГ Бориспільського району (Київ) | Арена «Лівий берег»           | 4700            | «Лівий берег», «Шахтар»          |
| «Гірник»                           | Кривий Ріг                                                 | «Гірник»                      | 3219            | «Кривбас», «Інгулець»            |

### Першість серед юнацьких складів

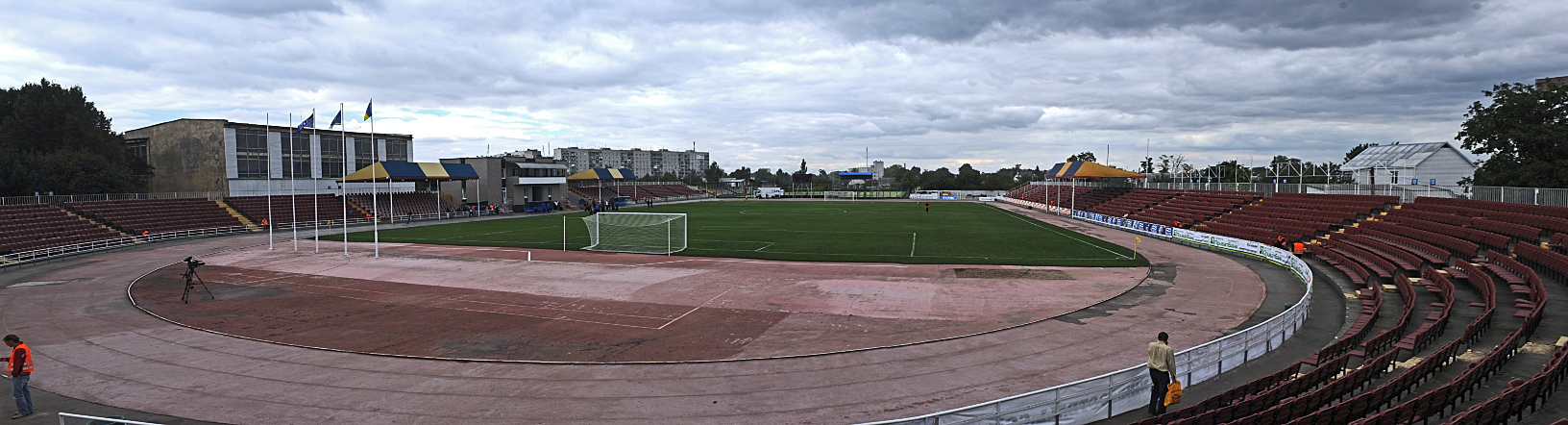
«Колос», м. Бориспіль

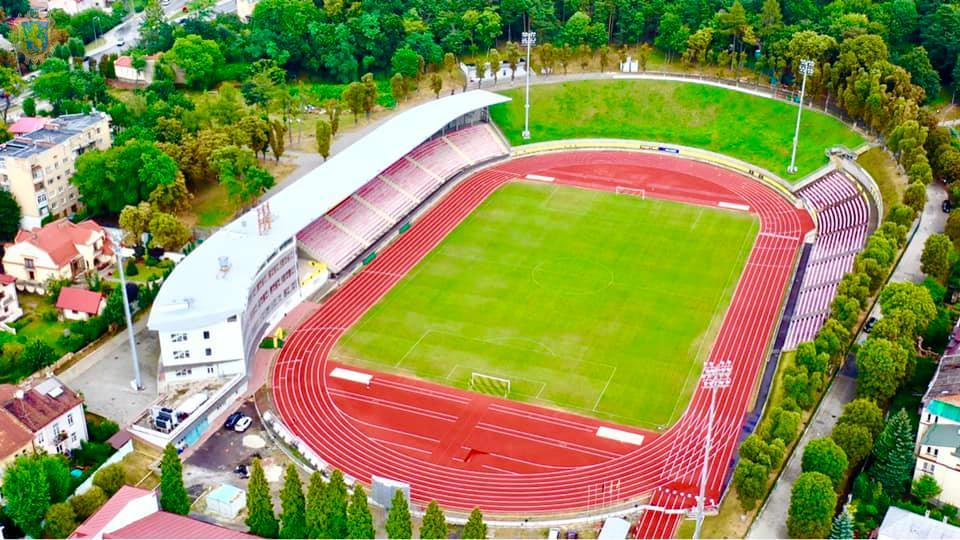
«Скіф», м. Львів

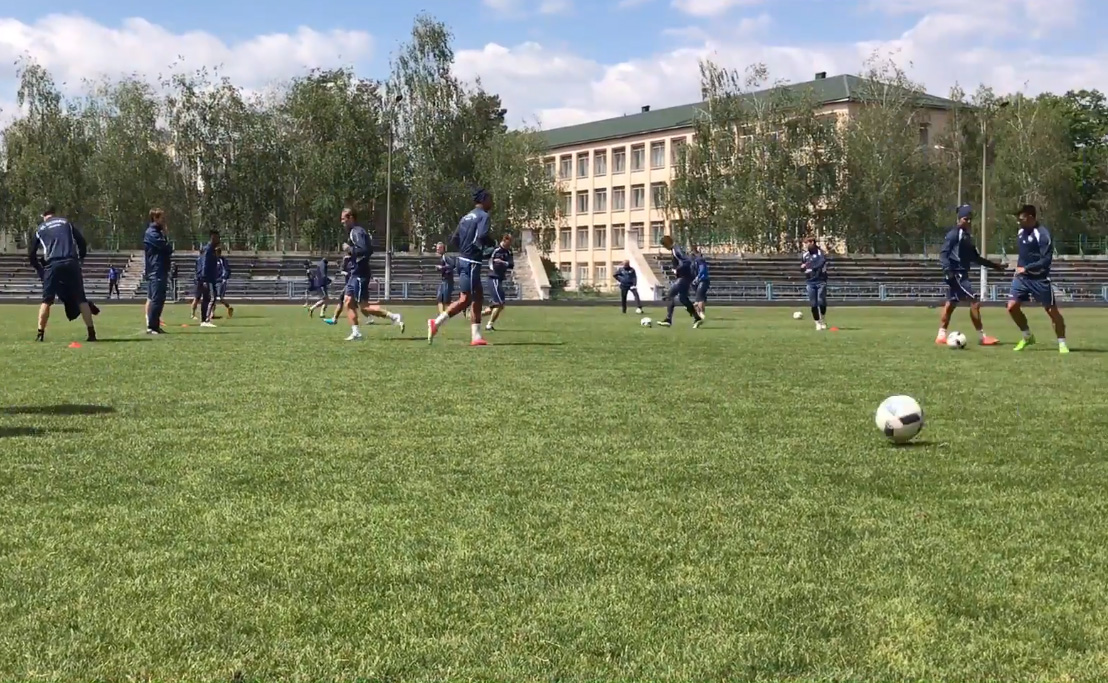
ОФК ім. Івана Піддубного, м. Київ

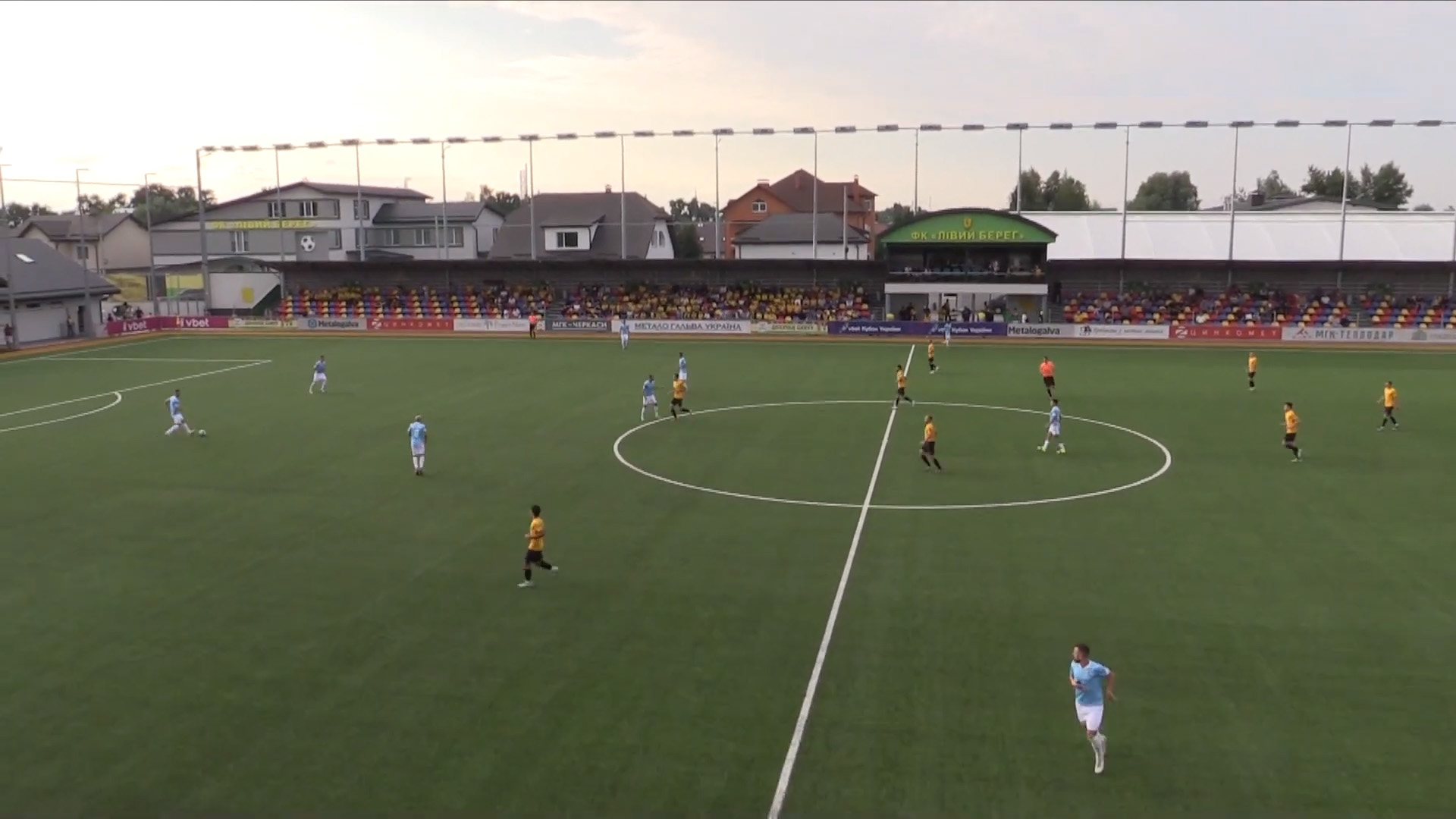
«Лівий берег», мас. Млиново Золочівської ТГ

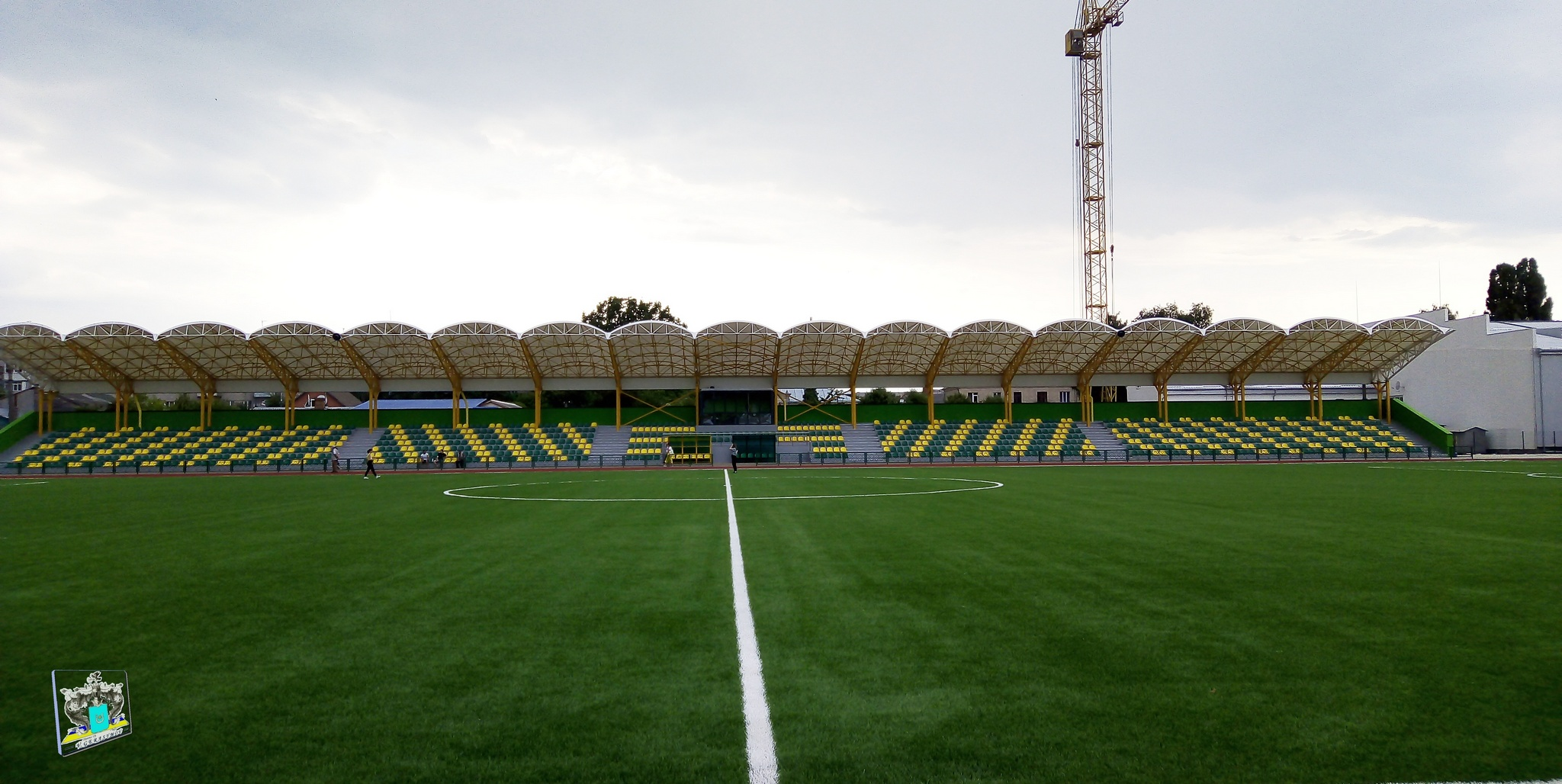
«Спартак-Арена», м. Житомир

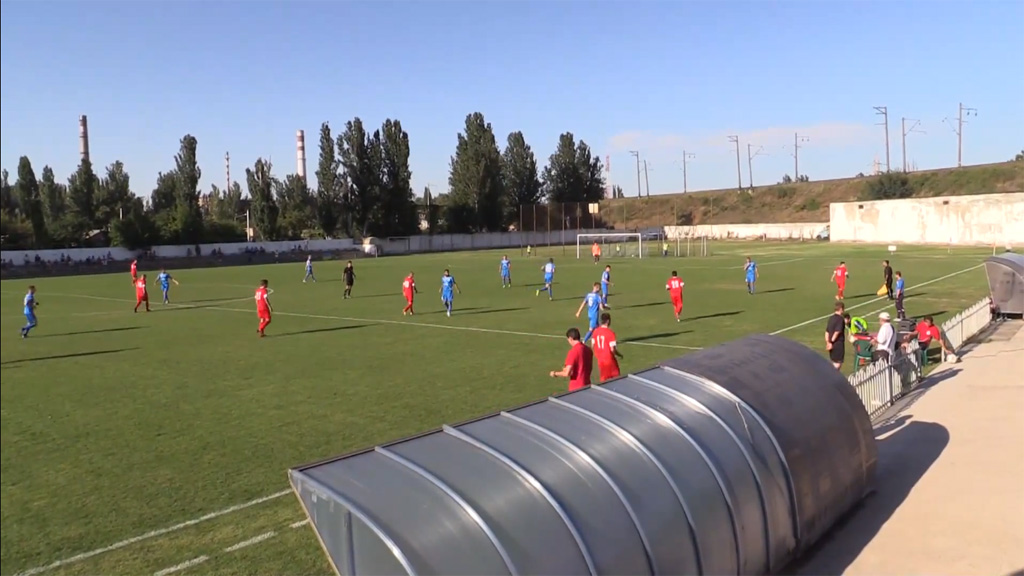
«Іван», м. Одеса

Нижче наведений список стадіонів, на яких у сезоні 2024/25 проводили матчі команди першості серед юнацьких (U-19) складів.
| Стадіон                                                   | Місто/смт                           | Кількість місць | Команда-господар                          |
| --------------------------------------------------------- | ----------------------------------- | --------------- | ----------------------------------------- |
| Центральний стадіон «Шахтар»                              | Донецьк                             | 31 718          | «Шахтар» U-19                             |
| «Колос»                                                   | Бориспіль                           | 5654            | «Зоря» U-19                               |
| «Скіф»                                                    | Львів                               | 4033            | «Карпати» U-19                            |
| ОФК ім. Івана Піддубного                                  | Київ                                | 1500            | «Зоря» U-19                               |
| «Лівий берег»                                             | мас. Млиново Золочівської ТГ (Київ) | 1372            | «Лівий берег» U-19                        |
| «Спартак-Арена»                                           | Житомир                             | 1242            | «Полісся» U-19                            |
| «Іван»                                                    | Одеса                               | 1200            | «Чорноморець» U-19                        |
| «Авангард» (тренувальне поле)                             | Луганськ                            | 1000            | «Зоря» U-19                               |
| «Княжа-Арена»                                             | с. Щасливе                          | 1000            | «Шахтар» U-19                             |
| «Сокіл»                                                   | Львів                               | 1000            | «Інгулець» U-19                           |
| Стадіон ім. Богдана Маркевича                             | Винники                             | 900             | «Рух» U-19                                |
| НТБ «Динамо» в Конча-Заспі (критий манеж)                 | Київ                                | 800             | «Динамо» U-19                             |
| НТБ «Динамо» в Конча-Заспі (поля № 6 та № 7)              | Київ                                | 750             | «Динамо» U-19, «Зоря» U-19                |
| «Молодіжний»                                              | Полтава                             | 680             | «Ворскла» U-19                            |
| «Лтава»                                                   | Полтава                             | 650             | «Ворскла» U-19                            |
| Стадіон ім. Олександра Поворознюка                        | с. Володимирівка                    | 560             | ФК «Олександрія» U-19                     |
| НТК «Лівий берег» (тренувальне поле)                      | мас. Млиново Золочівської ТГ (Київ) | 500             | «Лівий берег» U-19, «Зоря» U-19           |
| СОК «Люстдорф» (НТБ «Чорноморець» у Совіньйоні)           | Одеса                               | 500             | «Чорноморець» U-19                        |
| «Ніка-плюс»                                               | Олександрія                         | 500             | ФК «Олександрія» U-19                     |
| УСБ «Святошин»                                            | Київ                                | 500             | «Шахтар» U-19                             |
| «Сокіл» (тренувальне поле)                                | Львів                               | 500             | «Карпати» U-19, «Інгулець» U-19           |
| «Спарта» (Академія «Гірник»)                              | Кривий Ріг                          | 484             | «Кривбас» U-19                            |
| «ЛНЗ-Арена»                                               | с. Лебедин                          | 376             | ЛНЗ U-19                                  |
| НТБ ФК ЛНЗ                                                | с. Геронимівка                      | 300             | ЛНЗ U-19                                  |
| НТЦ «Полісся»                                             | с. Глибочиця                        | 266             | «Полісся» U-19                            |
| «Княжа-Арена» (критий манеж)                              | с. Щасливе                          | 250             | «Шахтар» U-19, «Зоря» U-19                |
| НТБ «Колос» (поля № 1 та № 2)                             | с. Софіївська Борщагівка            | 250             | «Колос» U-19, «Оболонь» U-19, «Зоря» U-19 |
| НТБ «Рух»                                                 | Винники                             | 250             | «Рух» U-19                                |
| НТБ «Верес» (трав'яне поле ім. Максима «Далі» Кривцова)   | Рівне                               | 200             | «Верес» U-19                              |
| НТБ «Верес» (штучне поле ім. Дмитра «Да Вінчі» Коцюбайла) | Рівне                               | 200             | «Верес» U-19                              |
| НТБ «Оболонь»                                             | Буча                                | 150             | «Оболонь» U-19                            |
| НТБ ФК ЛНЗ (гібридне поле)                                | с. Геронимівка                      | 0               | ЛНЗ U-19                                  |

### Перша ліга

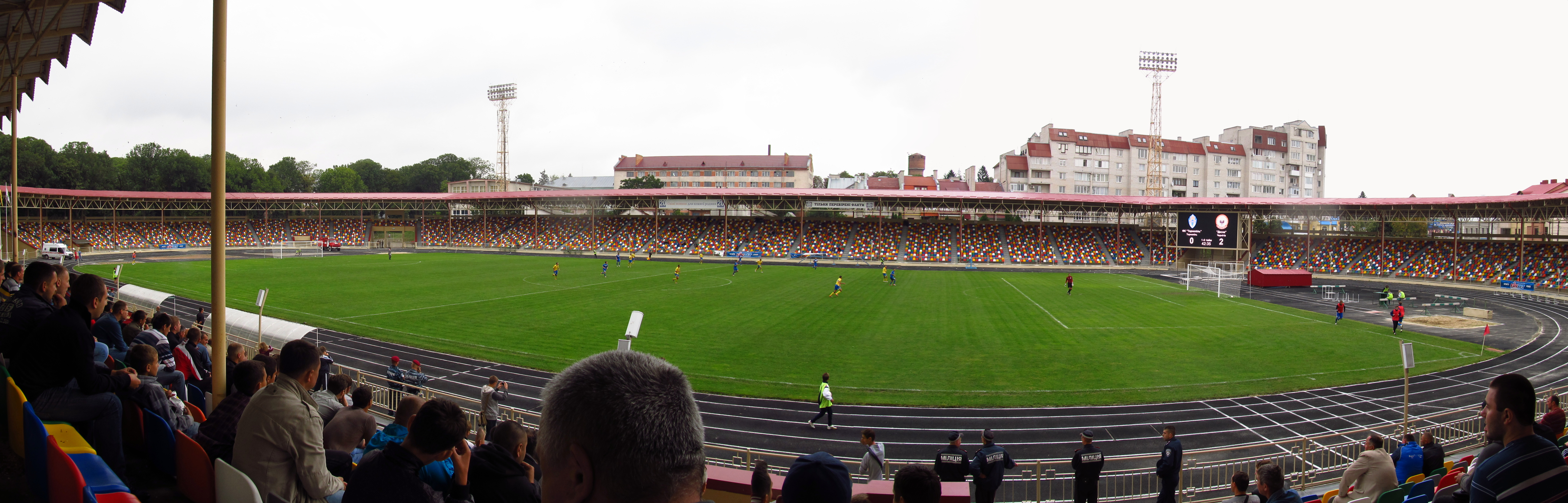
Тернопільський міський стадіон ім. Р. Шухевича

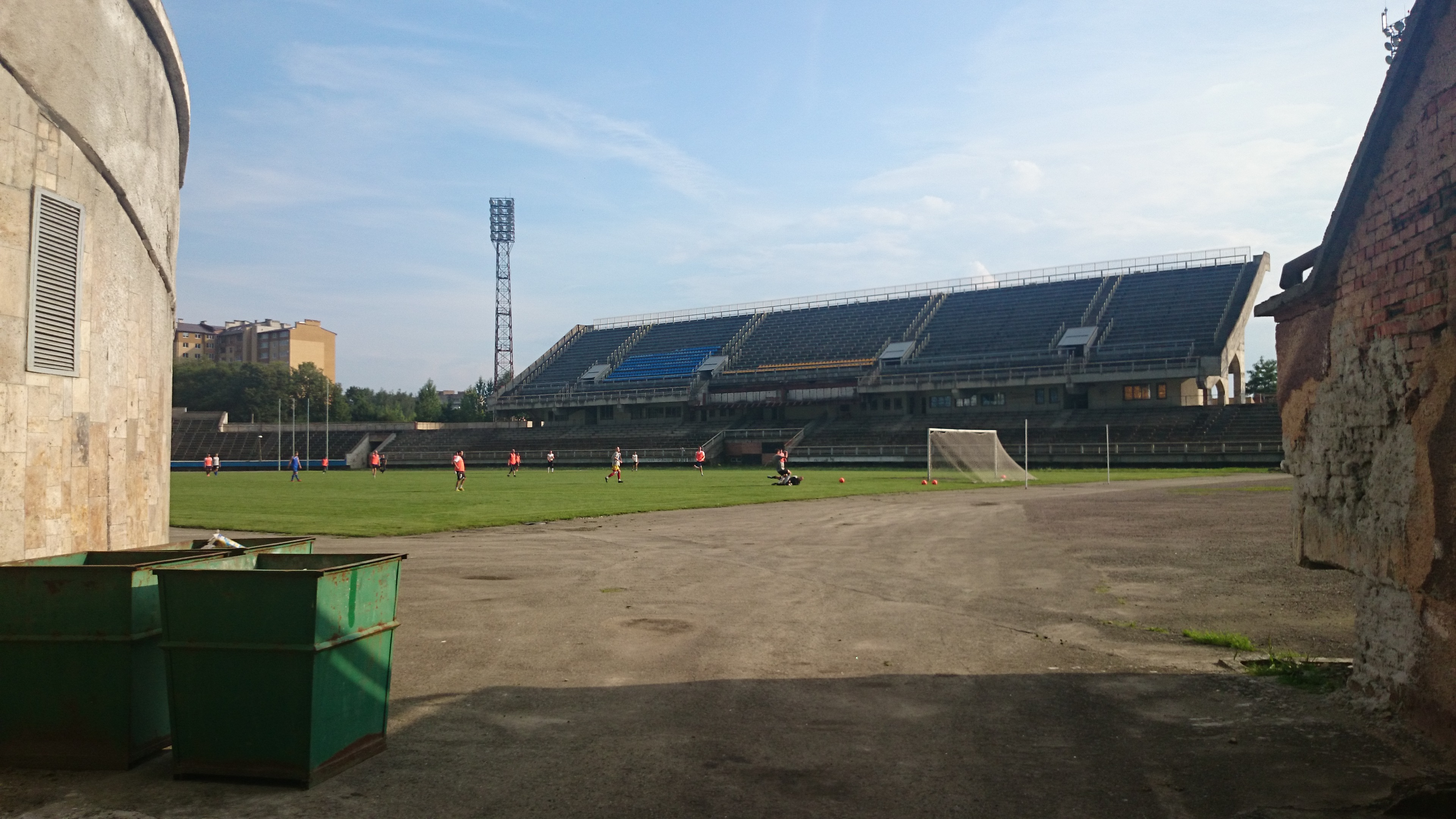
«Рух», м. Івано-Франківськ

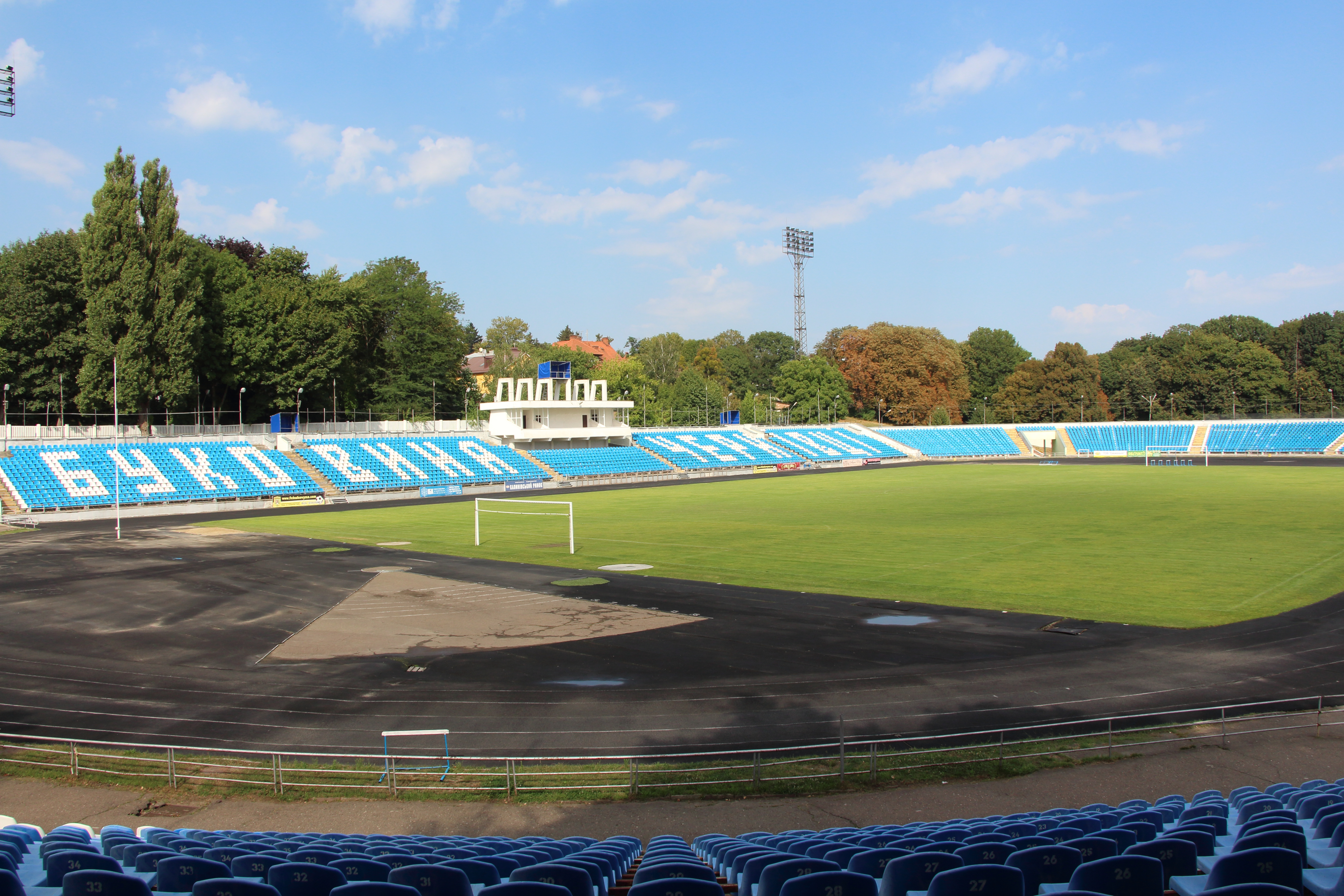
«Буковина», м. Чернівці

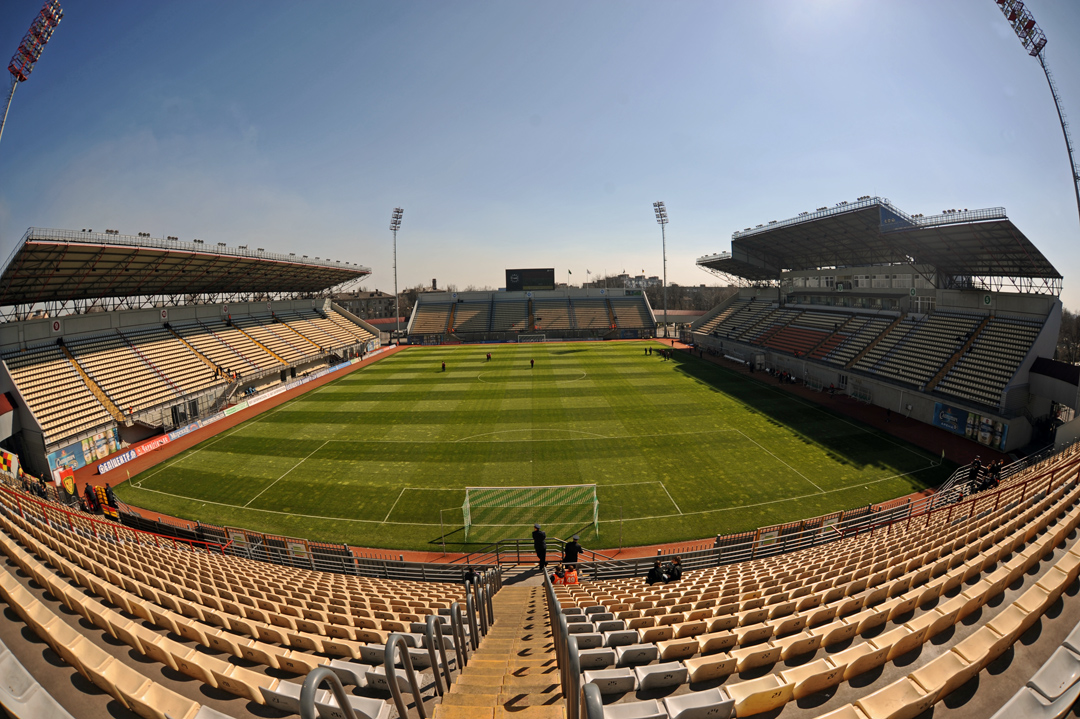
«Славутич-Арена», м. Запоріжжя

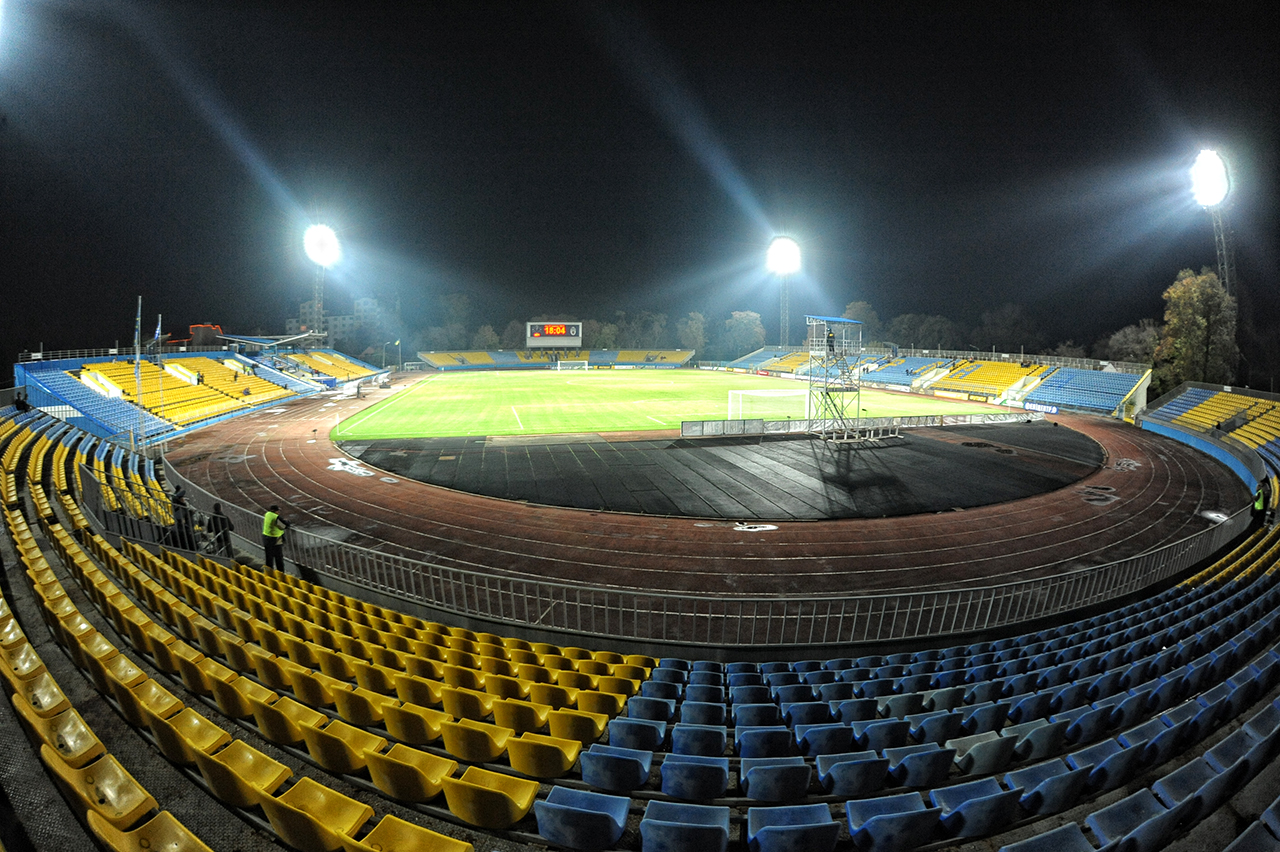
«Авангард», м. Ужгород

Нижче наведений список стадіонів, на яких у сезоні 2024/25 проводили матчі команди першої ліги.
| Стадіон                                 | Місто                               | Кількість місць | Команда-господар               |
| --------------------------------------- | ----------------------------------- | --------------- | ------------------------------ |
| Обласний спортивний комплекс «Металіст» | Харків                              | 40 003          | «Металіст», «Металіст 1925»    |
| «Ювілейний»                             | Суми                                | 25 830          | «Вікторія»                     |
| «Динамо» ім. Валерія Лобановського      | Київ                                | 16 873          | «Металіст 1925»                |
| Міський стадіон ім. Р. Шухевича         | Тернопіль                           | 15 150          | «Нива» Т                       |
| «Рух»                                   | Івано-Франківськ                    | 15 000          | «Прикарпаття»                  |
| «Буковина»                              | Чернівці                            | 12 000          | «Буковина»                     |
| «Славутич-Арена»                        | Запоріжжя                           | 11 883          | МФК «Металург»                 |
| «Авангард»                              | Ужгород                             | 10 383          | «Металіст»                     |
| «Черкаси-Арена»                         | Черкаси                             | 10 321          | «Вікторія»                     |
| «Поділля»                               | Хмельницький                        | 6800            | «Поділля»                      |
| «Колос»                                 | Бориспіль                           | 5654            | ФСК «Маріуполь», «Вікторія»    |
| «Карпати»                               | Хуст                                | 5200            | ФК «Хуст»                      |
| «Оболонь-Арена»                         | Київ                                | 5103            | ФК «Кудрівка»                  |
| Арена «Лівий берег»                     | мас. Млиново Золочівської ТГ (Київ) | 4700            | «Металіст 1925»                |
| «Скіф»                                  | Львів                               | 4033            | «Фенікс-Маріуполь»             |
| «Західний»                              | Маріуполь                           | 3063            | ФСК «Маріуполь»                |
| «Юність»                                | Волочиськ                           | 2700            | «Агробізнес»                   |
| Стадіон ім. Григорія Тонкочеєва         | Кам'янець-Подільський               | 2587            | «Епіцентр»                     |
| «Юність»                                | Горішні Плавні                      | 2500            | «Кремінь», СК «Полтава»        |
| НТК ім. Віктора Баннікова               | Київ                                | 1678            | ЮКСА, «Вікторія»               |
| «Минай-Арена»                           | с. Минай                            | 1312            | ФК «Минай»                     |
| «Машинобудівник»                        | Карлівка                            | 1300            | «Кремінь»                      |
| «Ювілейний»                             | Буча                                | 1028            | ФК «Кудрівка»                  |
| Стадіон ім. Богдана Маркевича           | Винники                             | 900             | «Фенікс-Маріуполь»             |
| «Молодіжний»                            | Полтава                             | 680             | СК «Полтава»                   |
| «Діназ»                                 | с. Демидів                          | 500             | «Діназ», «Вікторія», «Кремінь» |
| «Кудрівка-Арена»                        | с. Кудрівка                         | 500             | ФК «Кудрівка»                  |
| НТБ ФК ЛНЗ                              | с. Геронимівка                      | 300             | «Вікторія»                     |
| НТБ ФК ЛНЗ (гібридне поле)              | с. Геронимівка                      | 0               | «Вікторія»                     |

### Друга ліга

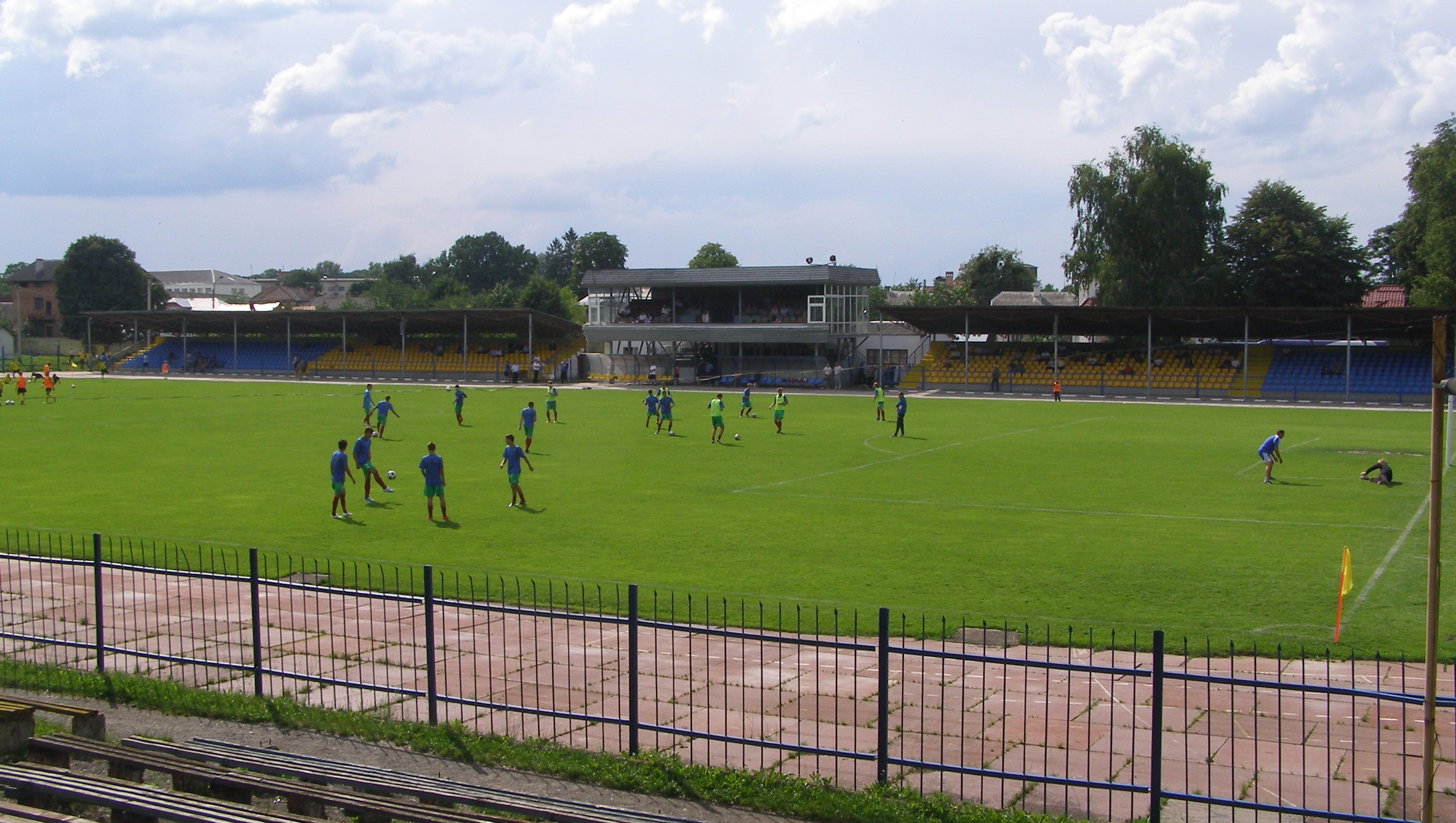
«Сокіл», м. Стрий

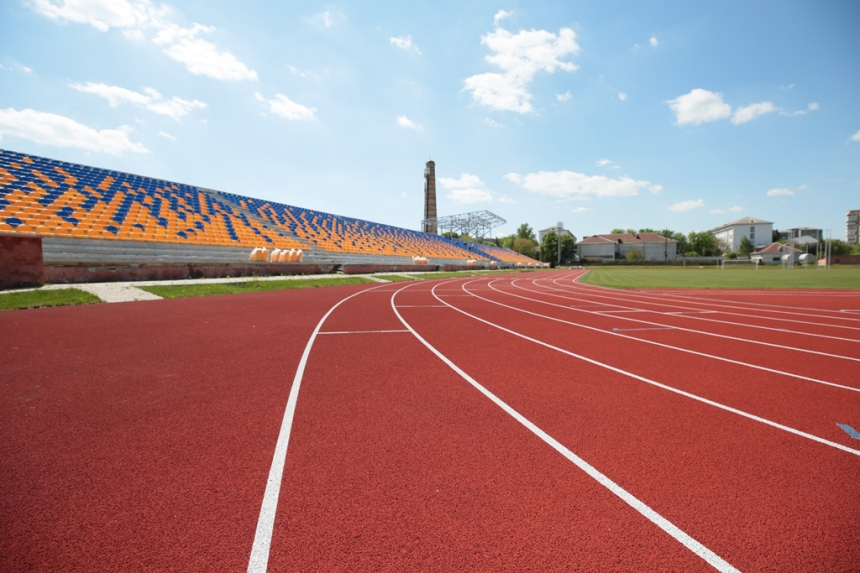
ІФНТУНГ ім. А. Гемби, м. Івано-Франківськ

«Олімп», м. Олександрія

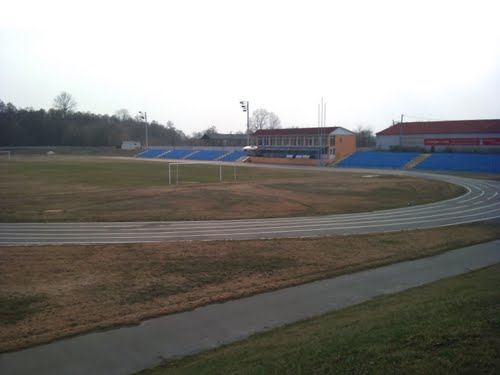
Центральний ім. М. Бруквенка, с-ще Макарів

Нижче наведений список стадіонів, на яких у сезоні 2024/25 проводили матчі команди другої ліги.
| Стадіон                           | Місто                    | Кількість місць | Команда-господар               |
| --------------------------------- | ------------------------ | --------------- | ------------------------------ |
| «Авангард»                        | Ужгород                  | 10 383          | ФК «Ужгород»                   |
| «Ніка»                            | Олександрія              | 7000            | «Олександрія-2»                |
| «Сокіл»                           | Стрий                    | 6000            | «Скала 1911»                   |
| «Колос»                           | Бориспіль                | 5654            | «Металіст 1925-2», плей-оф     |
| «Колос»                           | с. Ковалівка             | 5050            | «Колос-2»                      |
| ІФНТУНГ ім. Анатолія Гемби        | Івано-Франківськ         | 4300            | «Ревера 1908»                  |
| «Олімп»                           | Олександрія              | 4000            | «Олександрія-2»                |
| Центральний ім. Михайла Бруквенка | с-ще Макарів             | 3100            | «Чайка»                        |
| «Юність»                          | Чернігів                 | 3000            | ФК «Чернігів»                  |
| «Пробій-Арена»                    | Городенка                | 2500            | «Пробій»                       |
| «Юність»                          | Горішні Плавні           | 2500            | «Гірник-Спорт»                 |
| Стадіон ім. Лева Броварського     | Самбір                   | 1918            | «Самбір-Нива-2»                |
| НТК ім. Віктора Баннікова         | Київ                     | 1678            | «Локомотив», ФК «Тростянець»   |
| «Вільхівці-Арена-Парк»            | с. Вільхівці             | 1500            | СК «Вільхівці»                 |
| «Іван»                            | Одеса                    | 1200            | «Реал Фарма»                   |
| Стадіон ім. Володимира Куца       | Тростянець               | 1129            | ФК «Тростянець»                |
| «Ювілейний»                       | Буча                     | 1028            | «Колос-2»                      |
| НТБ «Нива»                        | Вінниця                  | 1000            | «Нива» В                       |
| Стадіон ім. Богдана Маркевича     | Винники                  | 900             | «Рух-2»                        |
| «Молодіжний»                      | Полтава                  | 680             | «Ворскла-2»                    |
| «Лтава»                           | Полтава                  | 650             | «Ворскла-2»                    |
| «Арена Куликів»                   | с-ще Куликів             | 630             | «Куликів-Білка»                |
| НТБ «Металіст»                    | с-ще Високий             | 500             | «Металіст 1925-2»              |
| «Сокіл» (тренувальне поле)        | Львів                    | 500             | «Самбір-Нива-2»                |
| «Чернігів-Арена» (нове поле)      | Чернігів                 | 500             | ФК «Чернігів», ФК «Тростянець» |
| НТЦ «Полісся»                     | с. Глибочиця             | 266             | «Полісся-2»                    |
| НТБ «Колос» (поле № 2)            | с. Софіївська Борщагівка | 250             | «Чайка»                        |

### Жіноча вища ліга

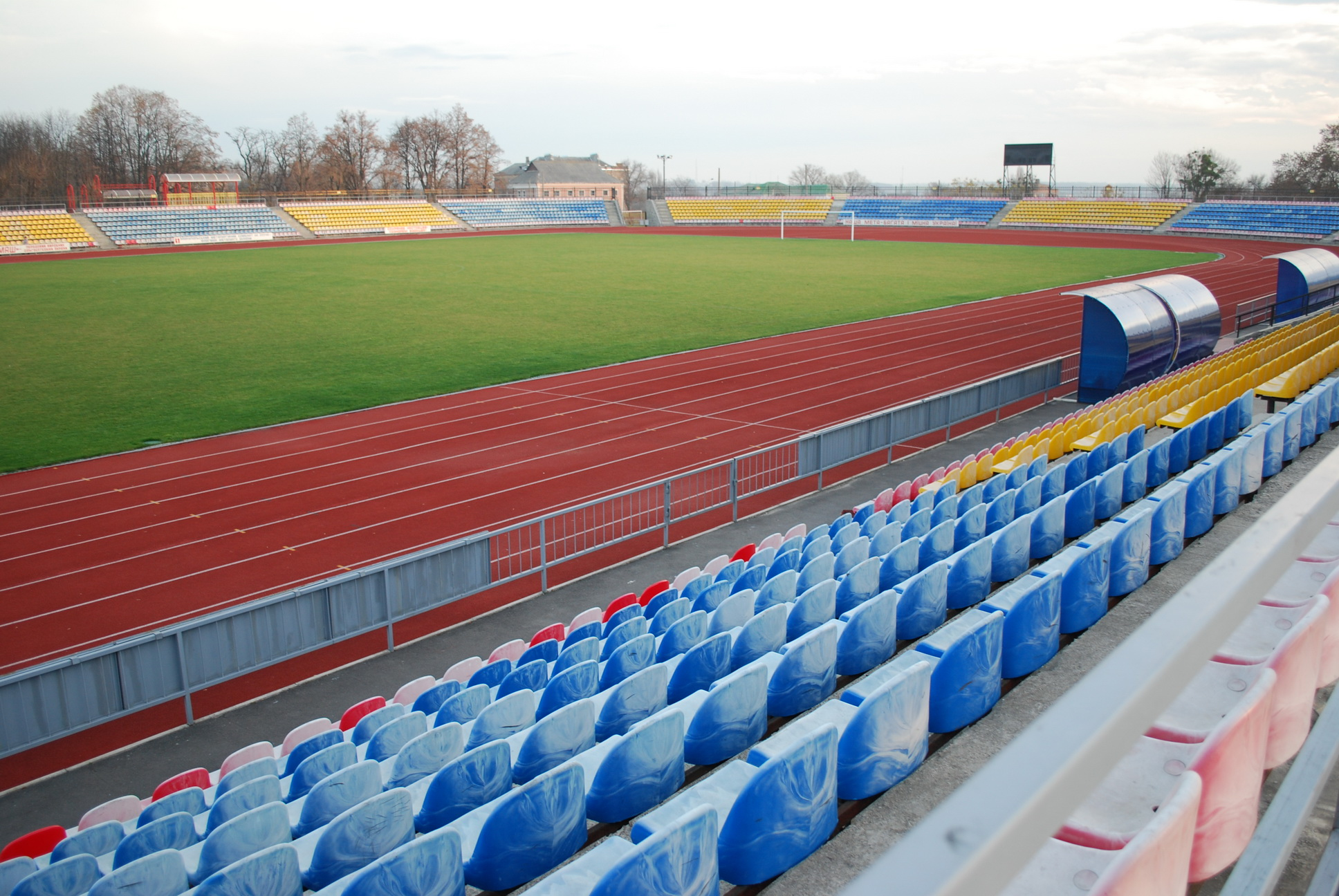
Центральний стадіон, м. Умань

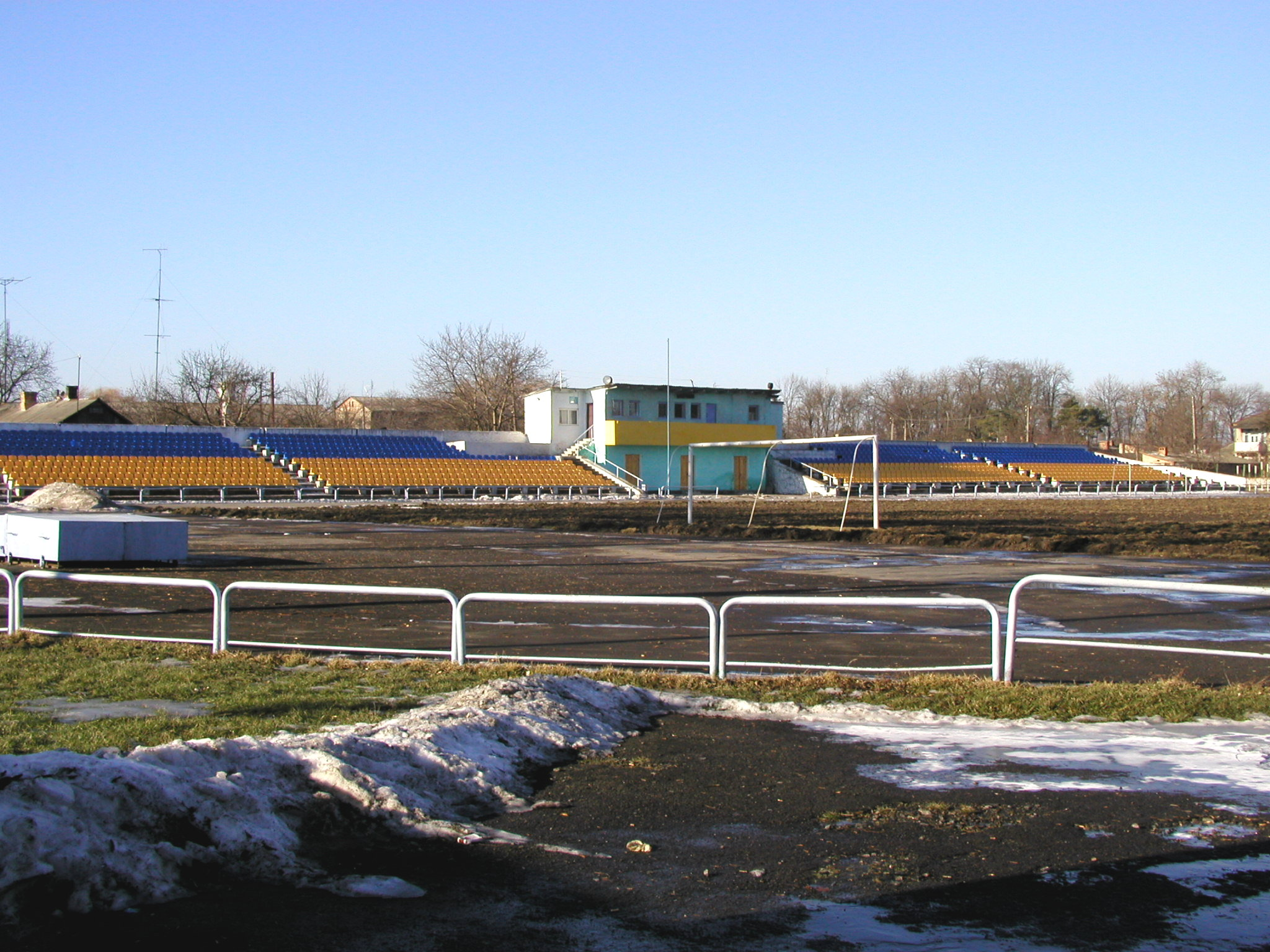
«Олімп», м. Володимир

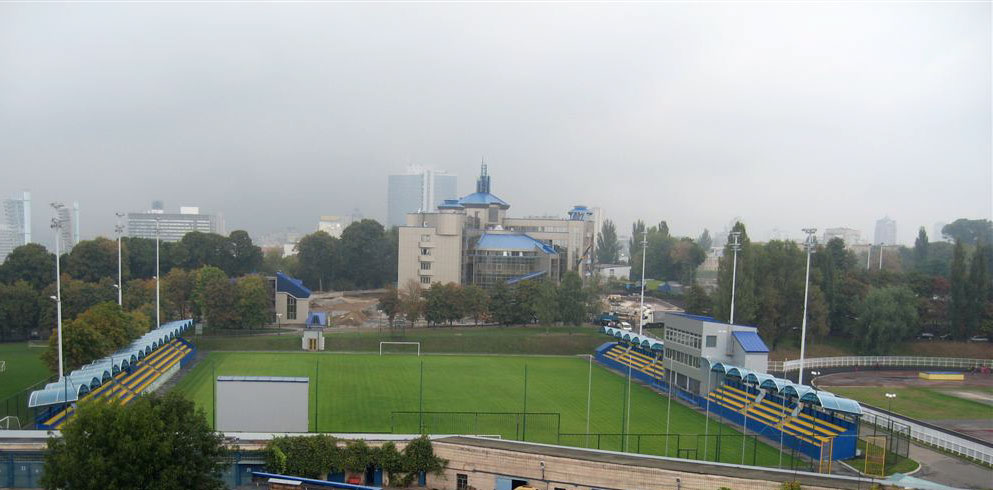
НТК ім. В.Баннікова, м. Київ

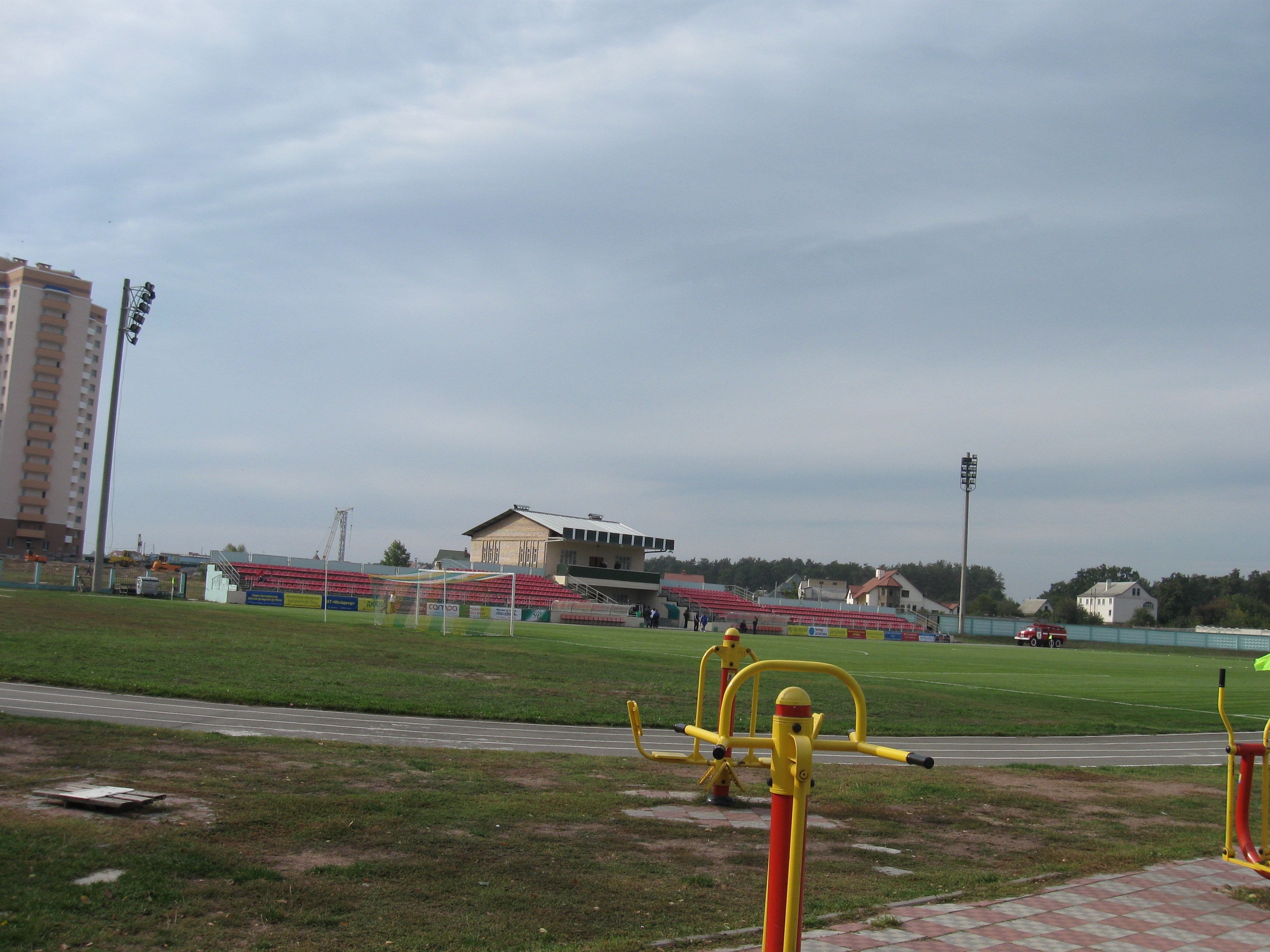
«Ювілейний», м. Буча

Нижче наведений список стадіонів, на яких у сезоні 2024/25 проводили матчі команди вищої ліги серед жінок.
| Стадіон                            | Місто        | Кількість місць | Команда-господар          |
| ---------------------------------- | ------------ | --------------- | ------------------------- |
| «Чорноморець»                      | Одеса        | 34 164          | «Сістерс», «Ладомир»      |
| «Ворскла» ім. Олексія Бутовського  | Полтава      | 23 842          | «Ворскла»                 |
| Центральний стадіон                | Умань        | 7552            | «Пантери»                 |
| Центральний стадіон                | Житомир      | 6500            | «Полісся», «Оболонь»      |
| «Колос»                            | Бориспіль    | 5654            | «Металіст 1925»           |
| «Оболонь-Арена»                    | Київ         | 5103            | «Оболонь», «Полісся»      |
| «Колос»                            | с. Ковалівка | 5050            | «Колос»                   |
| «Авангард»                         | Зміїв        | 2059            | «Металіст 1925»           |
| «Олімп»                            | Володимир    | 2000            | «Ладомир», «Сістерс»      |
| НТК ім. Віктора Баннікова          | Київ         | 1678            | «ЕМС-Поділля»             |
| «Спартак-Арена»                    | Житомир      | 1242            | «Полісся»                 |
| «Ювілейний»                        | Буча         | 1028            | «Оболонь»                 |
| «Княжа-Арена»                      | с. Щасливе   | 1000            | «Металіст 1925», «Шахтар» |
| НТБ «Нива»                         | Вінниця      | 1000            | «ЕМС-Поділля»             |
| «Молодіжний»                       | Полтава      | 680             | «Ворскла»                 |
| «Лтава»                            | Полтава      | 650             | «Ворскла»                 |
| Спортивно-тренувальна база «Кірша» | Донецьк      | 545             | «Шахтар»                  |
| «Спарта» (Академія «Гірник»)       | Кривий Ріг   | 484             | «Кривбас»                 |
| НТЦ «Полісся»                      | с. Глибочиця | 266             | «Полісся»                 |
| «Княжа-Арена» (критий манеж)       | с. Щасливе   | 250             | «Металіст 1925», «Шахтар» |
| НТБ «Оболонь»                      | Буча         | 150             | «Оболонь»                 |

### Жіноча перша ліга

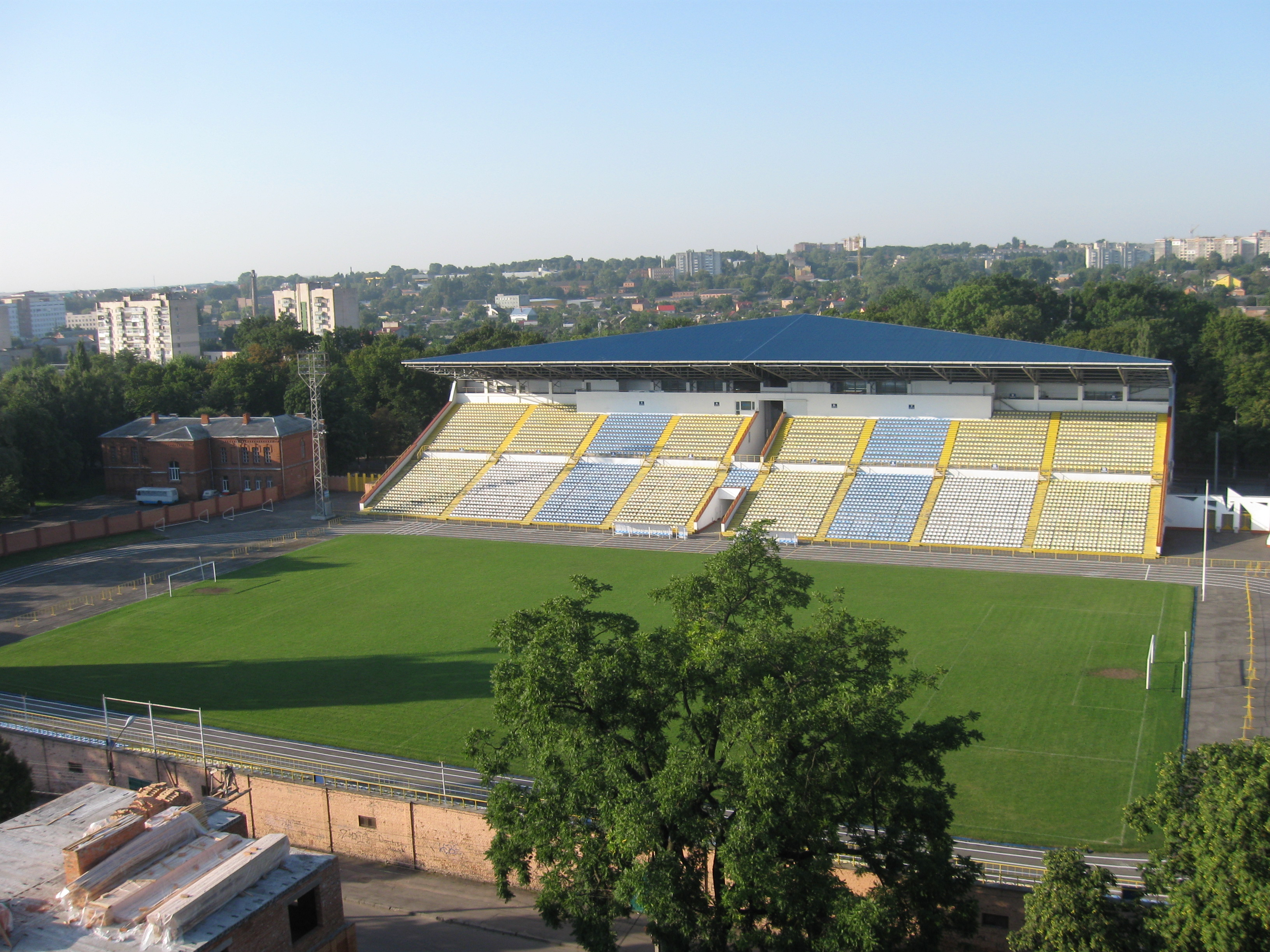
«Поділля», м. Хмельницький

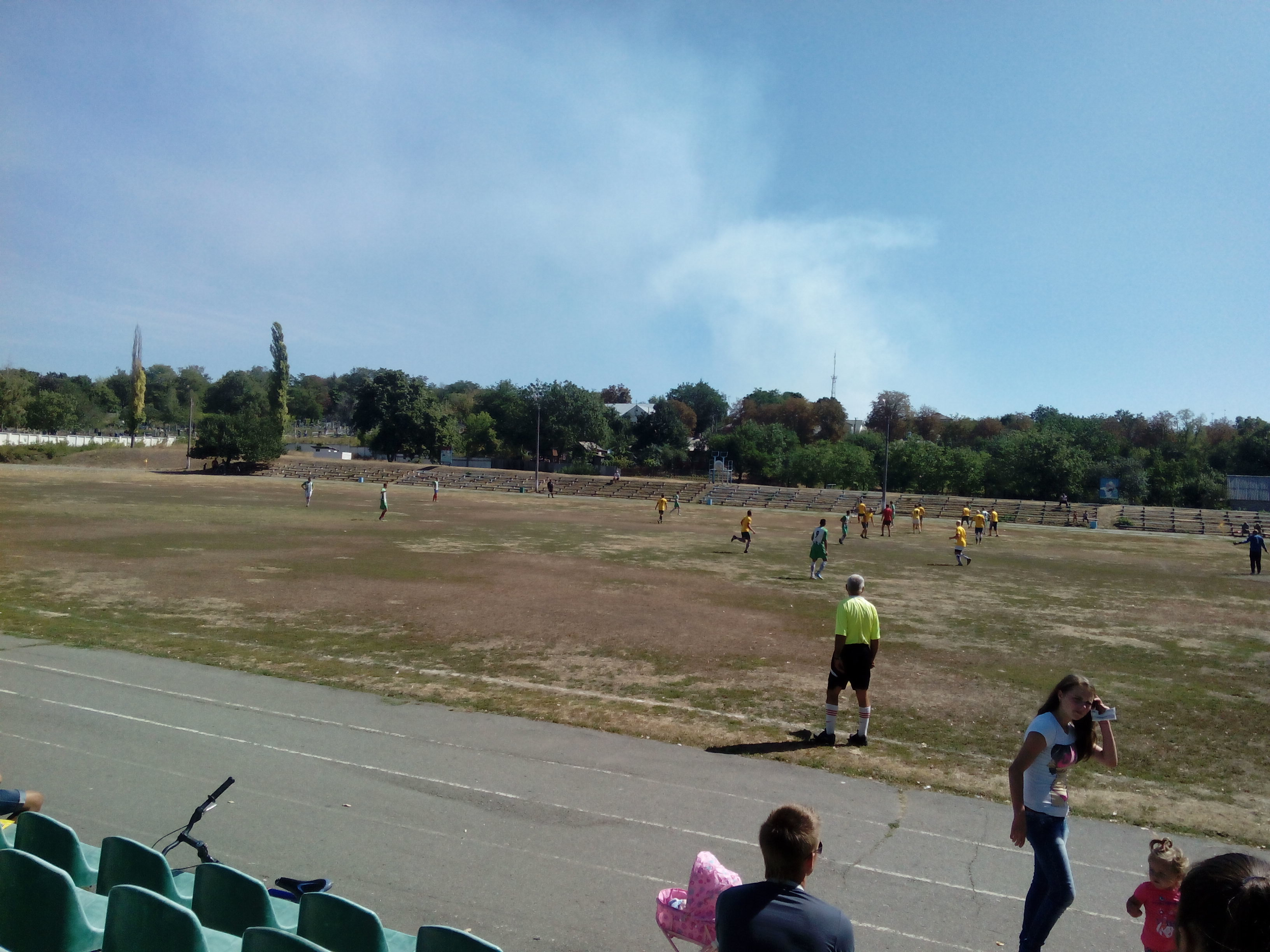
«Колос», м. Кобеляки

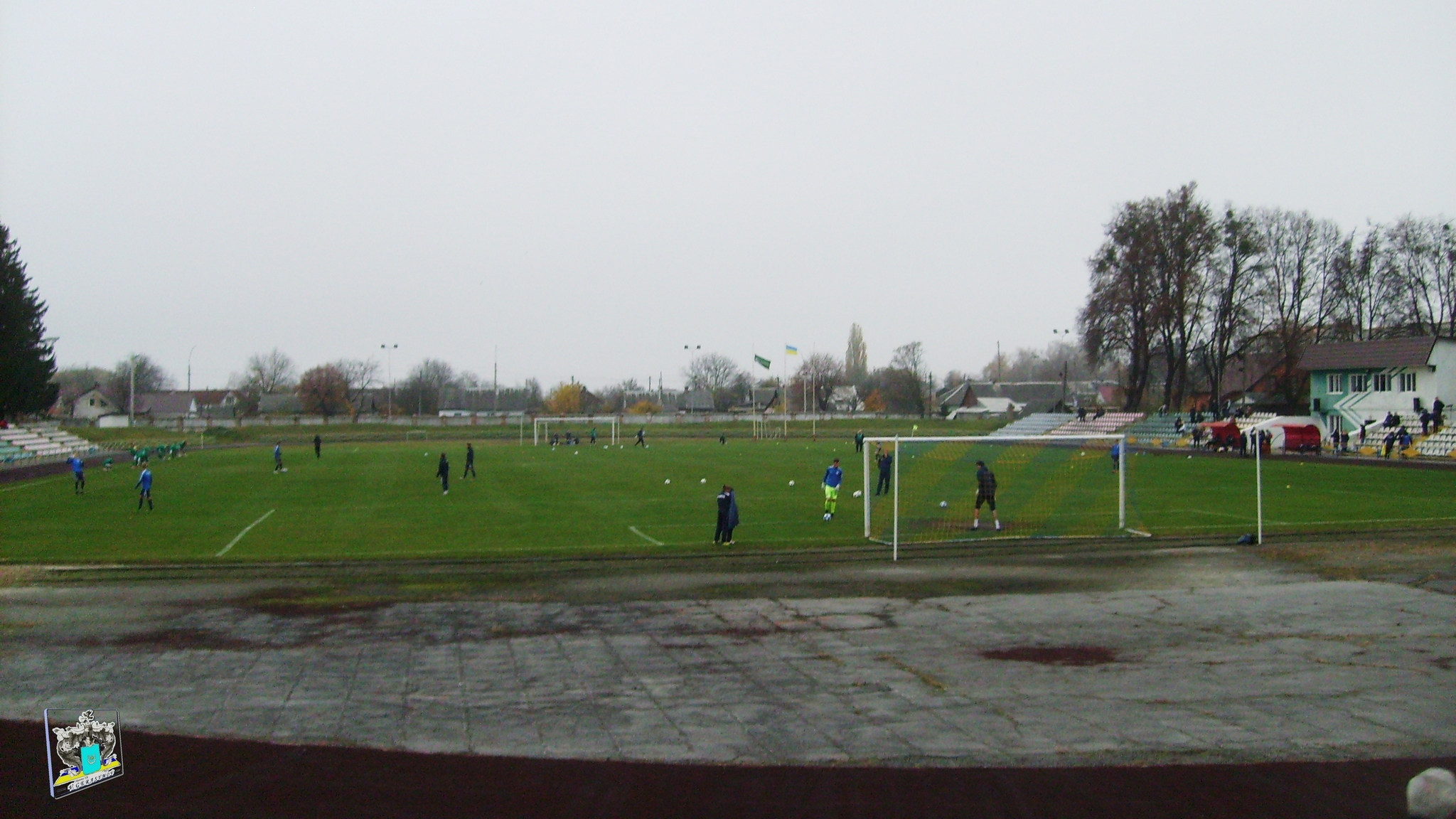
«Авангард», м. Звягель

Нижче наведений список стадіонів, на яких у сезоні 2024/25 проводили матчі команди першої ліги серед жінок.
| Стадіон                                                   | Місто            | Кількість місць | Команда-господар                     |
| --------------------------------------------------------- | ---------------- | --------------- | ------------------------------------ |
| «Рух»                                                     | Івано-Франківськ | 15 000          | «Прикарпаття-ДЮСШ № 3»               |
| «Поділля»                                                 | Хмельницький     | 6800            | ДЮСШ № 1, «Погорина»                 |
| «Колос»                                                   | Кобеляки         | 4000            | «Лідер»                              |
| «Західний»                                                | Маріуполь        | 3063            | «Маріуполь»                          |
| «Авангард»                                                | Звягель          | 3000            | «Панчоха»                            |
| «Юність»                                                  | Чернігів         | 3000            | «Юність», «Атекс»                    |
| «Темп»                                                    | Київ             | 2400            | «Поділ», «Маріуполь»                 |
| «Олімп»                                                   | Володимир        | 2000            | «Ладомир-2»                          |
| «Колос»                                                   | Костопіль        | 1330            | «Погорина»                           |
| «Минай-Арена»                                             | с. Минай         | 1312            | «Минай»                              |
| «Спартак-Арена»                                           | Житомир          | 1242            | «Полісся-2»                          |
| «Поділ-Арена»                                             | Київ             | 743             | «Поділ», «Атекс», «Маріуполь»        |
| ДЮСШ № 1                                                  | Хмельницький     | 700             | ДЮСШ № 1                             |
| Буської ДЮСШ                                              | Буськ            | 672             | «Надбужжя», «Погорина», «Рух», фінал |
| «Русанівець»                                              | Київ             | 480             | «Атекс», «Маріуполь»                 |
| «ЛНЗ-Арена»                                               | с. Лебедин       | 376             | «Жайвір», «Маріуполь»                |
| НТБ «Рух»                                                 | Винники          | 250             | «Рух»                                |
| «Авангард» (тренувальне поле)                             | Ужгород          | 200             | «Минай»                              |
| НТБ «Верес» (штучне поле ім. Дмитра «Да Вінчі» Коцюбайла) | Рівне            | 200             | «Погорина», «Надбужжя»               |
| ОФК ім. Івана Піддубного (тренувальне поле)               | Київ             | 0               | «Маріуполь»                          |

Курсивом виділені стадіони, що будуються або в стадії реконструкції.
Сірим кольором та курсивом виділені стадіоні, на яких матчі тимчасово не проводяться внаслідок російсько-української війни.